# Friedrich Pollock
Friedrich Pollock (Friburgo em Brisgóvia, 22 de maio de 1894 – Montagnola, Ticino, 16 de dezembro de 1970) foi um cientista social, filósofo e economista marxista alemão.

## Carreira
Membro da Escola de Frankfurt e cofundador do Instituto para Pesquisa Social de Frankfurt, Pollock elaborou a vertente económica do projeto da teoria crítica e ficou conhecido por seus estudos sobre o capitalismo de Estado. Como outros membros do Instituto, foi obrigado a sair da Alemanha em 1933, tendo-se fixado em Nova Iorque. Regressou à Alemanha em 1950, para restabelecer o Instituto, tornando-se professor na Universidade de Frankfurt, atividade que exerceu até 1958.
Em 1959, Pollock e Horkheimer mudaram-se para Montagnola, no cantão de Ticino, Suíça, embora Pollock mantivesse a posição de professor emérito da Universidade de Frankfurt até 1963.

## Trabalhos selecionados
- Werner Sombart's "Refutation" of Marxism, Leipzig, 1926
- Attempts at Planned Economy in the Soviet Union 1917–1927 (em georgiano). Leipzig: [s.n.] 1929. OCLC 1281514
- «State Capitalism: Its Possibilities and Limitations». Studies in Philosophy and Social Science. 9. 200 páginas. 1941[4]
- «Is National Socialism a New Order?». Studies in Philosophy and Social Science. 9 (2): 440–5. 1941
- Group Experiments. [S.l.]: Frankfurt a.M. 1955. OCLC 6995146
- Automation : Materials for the Evaluation of the Economic and Social Consequences. [S.l.]: Frankfurt a. M. 1956. OCLC 901285181
- Possibilities and Limitations of Social Planning in Capitalism. [S.l.: s.n.] 1973. OCLC 1530105